# Noordal (natuurgebied)
Het Noordal is een natuurgebied van 94 hectare gelegen in het Noordal ten westen van Noorbeek en wordt door kruist door het beekje de Noor. Het gebied is bezit van de Vereniging Natuurmonumenten en sluit aan op het Belgische natuurgebied Altembroek.

## Gebied
Het gebied bestaat uit vier delen: Wolfsberg, Bergenhuizen, Noorbeemden en Matzedelle. Het betreft natte hooilanden, moerasbos, droge hellingen, poelen en hoogstamboomgaarden. Dit alles ingepast in een kleinschalig cultuurlandschap. Er zijn graften en holle wegen.
Het gebied is toegankelijk voor wandelaars.

## Flora en fauna
Van de plantengroei kan worden genoemd: reuzenpaardenstaart, knolsteenbreek, rietorchis en bosbies. Er is een rijke avifauna, met onder meer buizerd en wielewaal, gele kwikstaart, zwarte roodstaart en geelgors. Verder vindt men er de das, hazelmuis, vroedmeesterpad en levendbarende hagedis.
Het Glanrund, een oud Limburgs runderras dat begin 19e eeuw verdween, werd geherintroduceerd. Deze dieren begrazen een gebied van 120 ha, voor een deel ook in België.